# 仙王座V354
仙王座V354（V354 Cephei）是銀河系中的一顆紅超巨星，屬於不規則變星，距離地球約 9,000 光年。
仙王座V354是目前已知最大的恆星之一，其半徑約是太陽的1520倍，或 10.6 億公里。如果該值正確的話，假如將該恆星放在太陽系的中心，其半徑將達到 7 天文單位，在木星和土星軌道之間。这颗恒星总辐射能量约为太阳的30万倍，属于极端亮的红超巨星。但是也有科学家认为这个恒星的实际大小要小得多，可能只有690个太阳半径。亮度约为太阳的8万倍

## 外部連結
- Space.Com（页面存档备份，存于）
- Universe Today（页面存档备份，存于）